# Bianca Schmidt

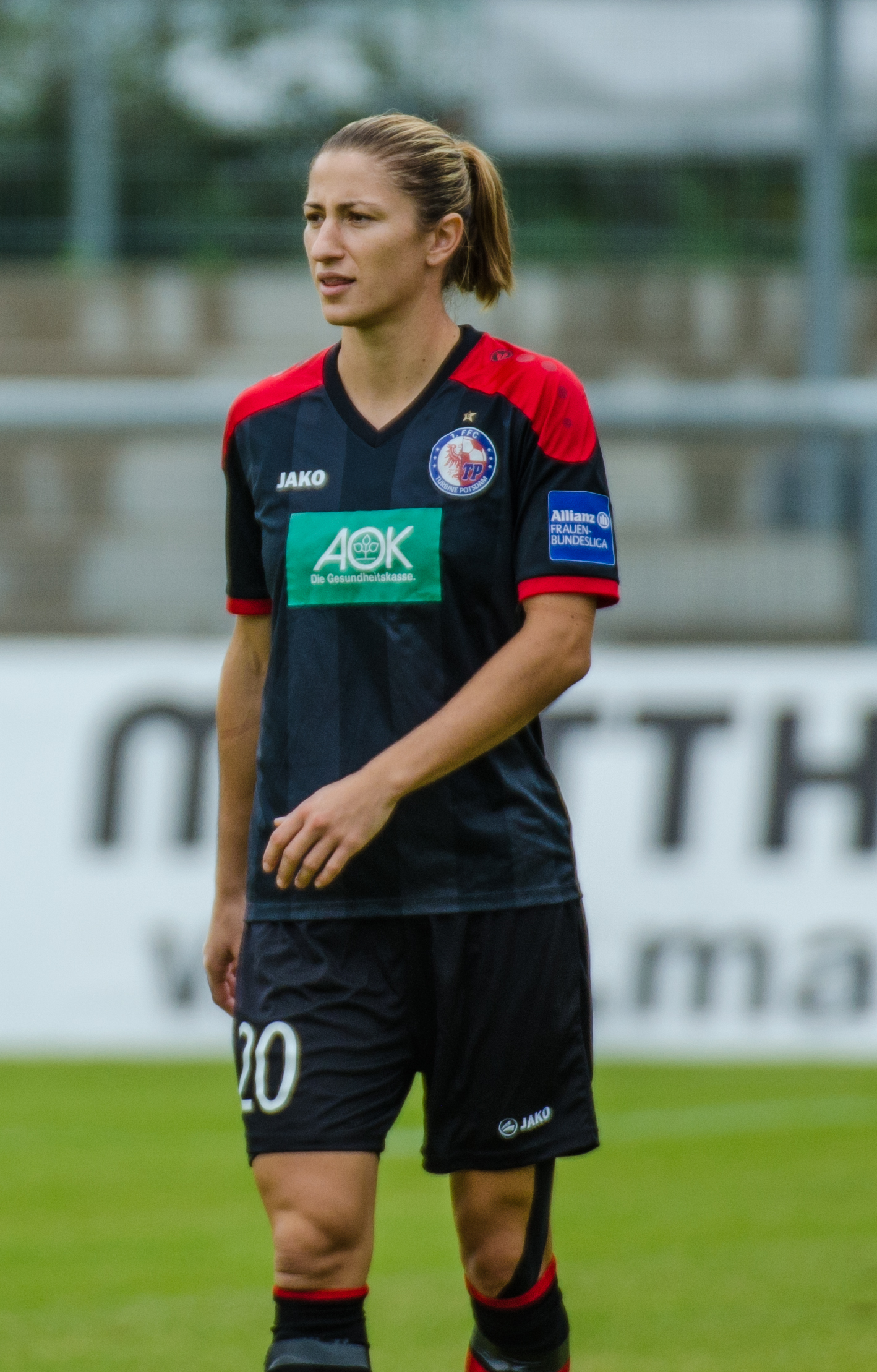
Bianca Schmidt 2015

Bianca Ursula Schmidt, född den 23 januari 1990 i Gera, är en tysk fotbollsspelare (försvarare) som representerar klubben FC Rosengård och det tyska landslaget. Hon värvades till FC Rosengård från FFC Turbine Potsdam Juli 2021
Schmidt var en del av Tysklands trupp under VM i Kanada år 2015. Hon fick speltid i gruppspelsmatchen mot Thailand och i bronsmatchen mot England. 
Hon gjorde sin debut i landslaget i en match mot Kina den 25 februari 2009. Hon har i skrivande stund gjort 51 landskamper för Tyskland och hon har gjort tre landslagsmål.
I FC Rosengård spelar hon med nummer 28 på ryggen.